# Bouldering
Bouldering er en klatresport, hvor der klatrer på store sten eller lave klatrevægge. Normalt klatrer man ikke højere end 4-5 m. Som sikkerhedsudstyr bruges kun madrasser. Man kan foretage bouldering alene, men ofte foregår det i en lille gruppe af klatrere, som man ansporer hinanden. Det er også almindelig praksis at man "spotter" hinanden, hvilket vil sige at en eller flere personer griber overkroppen klatreren, hvis denne falder for derved at sikre at klatren lander med benene først. De sociale aspekter og den begrænsede mængde udstyr, som kræves, har gjort at bouldering som sportsgren har oplevet en voldsom vækst siden midten af 1990'erne.

## Historie
Bouldering opstod som træning til klippeklatring. Bouldering blev mest brugt til at træne svære bevægelser eller særlige teknikker og var som sådan en integreret del af klatring og bjergbestigning. Tidligt var der også nogle klatrere som specialiserede sig i bouldering.

## Udstyr
Ved bouldering bruges kalk til hænderne og klatresko. Kalk opbevares i en lille kalkpose, som man har rundt om livet, eller en stor kalkpose, som man har stående på jorden. Ved bouldering udendørs på klipper eller bygninger bruges en såkaldt crashpad, for at afbøde et evt. fald.

## Sikkerhed og skader
Da bouldering foregår i relativt lav højde, er fatale ulykker sjældne. Derimod er mindre skader såsom forstuvninger mere almindelige end ved klatring med reb. Dette kan skyldes, at klatreren lander forkert på madressen eller rammer uden for madrassen eller crachpadden. Endvidere er styrt almindeligere i bouldering end i klatring med reb, og ofte afsluttes et boulderproblem med, at klatreren hopper ned. Da bouldering ofte indeholder meget svære bevægelser, vil der ofte være ukontrollerede styrt, og hvis der ikke er en anden klatrer at spotte, vil man kunne lande med overkroppen først.
Nogle boulderproblemer er meget høje (highballs) og kan indebære en betydelig fare. Grænsen mellem høje boulderproblemer og fri soloklatring er flydende, men ved fri solo vil man klatre med en bevidsthed om at et styrt vil være fatalt.
Bouldering indeholder normalt ganske hårde bevægelser som ved anden svær klatring, og der vil somme tider opstå sportsskader, som typisk vil være fingerskader, tennisalbuer, golfalbuer og skulderskader.
På den anden side har en tysk undersøgelse fra 2018 påvist, at bouldering har en nyttig indvirkning mod depression.

## Konkurrencer
Der har siden begyndelsen af 1990'erne været afholdt konkurrencer i bouldering. Ved en boulderkonkurrence er målet at klatre flest mulig boulderproblemer. Hvert forsøg på et problem kan resultere i at man "topper", hvilket vil sige at man når det greb, som er markeret som rutens slutgreb. Endvidere kan der være et "zonegreb" som også giver point. Vinder er den, som har flest toppe i færrest forsøg. Ved pointlighed er det den, som har flest zoner i færrest forsøg, som vinder. Der afholdes både danske og internationale mesterskaber i bouldering. Mange klatreklubber afholder desuden mere uformelle boulderkonkurrencer uden dommere, hvor deltagerne selv noterer deres resultater.

## Notabel boulder-klatring
De vigtigste bouldering-præstationer bliver noteret af klatre-medier, der beskriver udvikling i standarder og sværhedsgrader. De sværeste traditionelle klatreruter har normalt en lavere teknisk sværhedsgrad end bouldering da sikkerhedsudstyr som klatreseler og lignende i gør dem vanskeligere og fordi det ikke er muligt med naturlig beskyttelse under mere ekstreme klatreruter.
I december 2021 var de sværeste boulderingruter, som er blevet gennemført, Burden of Dreams af Nalle Hukkataival og Return of the Sleepwalker af Daniel Woods, der begge har en foreslået sværhedsgrad på 9A. Der er flere ruter sværhedsgrad på 8C+, der er blevet bekræftet, hvoraf den første var Gioia af Christian Core i 2008 (bekræftet af Adam Ondra i 2011).
De kvindelige klatrere Josune Bereziartu, Ashima Shiraishi og Kaddi Lehmann har gennemført boulderproblemer med graden 8C.